# 潘靖 (武术家)
著名太極名家，出生於台北市北投區，為清朝武舉人《潘捷武》之後，代代習武不輟，曾祖父《潘天河》經營武術館『長義堂』，聞名南北。曾獲兩屆世界盃陳式太極拳冠軍。熊衛老師嫡傳弟子，專長太極導引、陳式太極拳、傳統武術；
現任國際級太極拳裁判及國際級太極拳教練。
中國文化大學體育系國術組第九屆
國立台灣師範大學運動休閒研究所
￼￼
• 2006年世界盃太極拳錦標賽陳式太極拳冠軍
• 2006年第八屆上海國際武術博覽會—太極拳項目特別優秀表演獎
• 2008年世界盃太極拳錦標賽陳式太極拳冠軍
• 2010年第十屆上海國際武術博覽會陳式太極拳項目第一名
• 2010年第三屆世界盃太極拳錦標賽陳式太極拳甲組第一名
• 2008年台灣第八屆運動與休閒管理國際學術研討會發表「太極導引身體文化之研究」
• 2010年日本第一屆亞洲運動人類學學術研討會發表「太極導引現代意涵之探微」
• 2010年受邀國際武術名家匯演-表演陳式太極拳
• 2011年海峽兩岸太極拳交流-表演陳式太極拳
• 2012年、2014年、2018年國際體育教學研討會擔任陳式太極拳講師
• 2008、2009、2010年擔任第四、五、六屆台灣盃陳式太極拳全國錦標賽裁判
• 2012年擔任台北國際太極拳邀請賽裁判
• 2011年發行太極九式教學影片
•  2012年7月受邀大愛台《殷媛小聚》個人專訪：潘靖~太極之美
• 1991年台灣省教育競賽漫畫決賽師院專校組第一名

## 榮譽及獎項
• 2006年世界盃太極拳錦標賽陳式太極拳冠軍
• 2006年第八屆上海國際武術博覽會—太極拳項目特別優秀表演獎
• 2008年世界盃太極拳錦標賽陳式太極拳冠軍
• 2010年第十屆上海國際武術博覽會陳式太極拳項目第一名
• 2010年第三屆世界盃太極拳錦標賽陳式太極拳甲組第一名
• 1991年台灣省教育競賽漫畫決賽師院專校組第一名

## 受邀活動
• 2008年台灣第八屆運動與休閒管理國際學術研討會發表「太極導引身體文化之研究」
• 2010年日本第一屆亞洲運動人類學學術研討會發表「太極導引現代意涵之探微」
• 2010年受邀國際武術名家匯演-表演陳式太極拳
• 2011年海峽兩岸太極拳交流-表演陳式太極拳
• 2012年、2014年、2018年國際體育教學研討會擔任陳式太極拳講師
• 2008、2009、2010年擔任第四、五、六屆台灣盃陳式太極拳全國錦標賽裁判
• 2012年擔任台北國際太極拳邀請賽裁判
•2012年7月受邀大愛台《殷媛小聚》個人專訪：潘靖~太極之美